# Estrada de Ferro Guararense
A Estrada de Ferro Guararense existiu não mais que somente por dez meses e tinha como objetivo ligar o município de Guarará ao seu distrito e vila (hoje o município de Bicas), na Zona da Mata mineira, um trecho de 4 km.

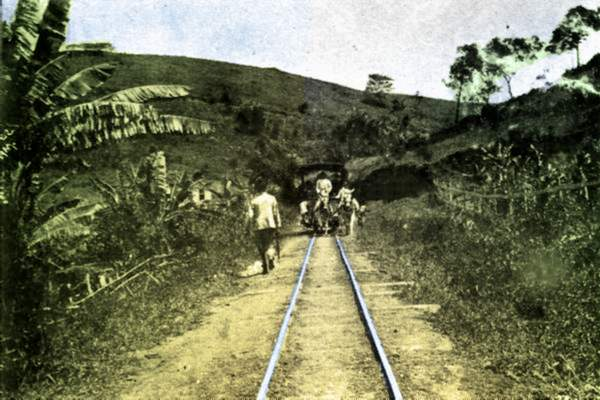
Os trilhos da extinta Estrada de Ferro Guararense, usados pela Ferro-carril Guararense

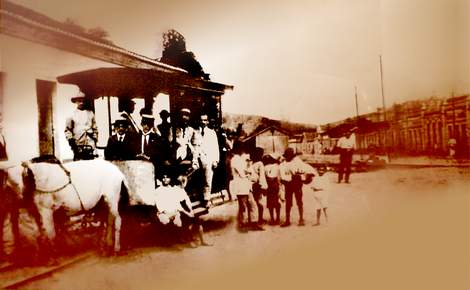
A Ferro-carril Guararense, herdeira da Estrada de Ferro Guararense

## A idealização
A idealização ou o projeto inicial foi defendida pelo então Agente Executivo do município de Guarará, Dr [e depois Senador] Antero Dutra de Moraes, no ano de 1892. Antero foi Agente Executivo no triênio 1892/94 e não teve tempo para viabilizar definitivamente o projeto. Na legislatura seguinte 1895/97, o novo Agente Executivo o Cel. José Ribeiro de Oliveira e Silva deu prosseguimento e terminou por concluir o projeto de construção da Estrada de Ferro. 

## Razões e criação da Estrada de Ferro
Há de se entender que a idealização da Estrada de Ferro, antes de tudo, foi estratégica, e buscava atender às necessidades de uma demanda sempre crescente de escoamento do produto agrícola, sobretudo o café, pois àquela época a Zona da Mata mineira era um dos maiores produtores desta iguaria. A região era atendida pela Estrada de Ferro Leopoldina, cujo ramal mais próximo era a Estação de Bicas. A Villa de Bicas, por esta época, era ainda um distrito e pertencia a Guarará. Assim tanto o escoamento do café e de produtos diversos, destinados à exportação, quanto os gêneros e produtos importados, encomendas, postagens, passavam obrigatoriamente pela Estação de Bicas.
Até a Estação de Bicas os produtos, gêneros diversos e passageiros tinham que servir-se do transporte animal e as estradas trafegáveis não ofereciam o conforto e a presteza suficientes, além de ser um meio um tanto rudimentar quanto oneroso. O transporte sobre trilhos parecia ser a solução definitiva para os problemas, já que no distrito sede (A Vila de Guarará), estavam muitos profissionais, comércios e comerciantes, instituições diversas e grande parte dos produtores e lavradores. Tendo isso tudo em conta, para dar cumprimento à construção da ferrovia seriam poupados esforços ou valores,  já que a Estação de Bicas era a passagem obrigatória para as cidades mais distantes, era de fato o elo de ligação obrigatório.
Tendo essa problemática em conta e a necessidade de melhor aparelhar e facilitar o acesso aos portos e grandes centros urbanos, a municipalidade lançou mão da contratação de um profissional para o planejamento e execução do serviço de implantação da ferrovia. O serviço de extensão dos trilhos, conforme documentado, foi arrematado em um segundo momento pelo Engº Dr. Reginaldo Cândido da Silva em abril de 1895. Mas anteriormente, já no início de 1895 o município havia exonerado o engº Leon Gilson e o convidara a prestar contas de sua gestão como Engenheiro municipal sobre os negócios da E. F. Guararense e, mais à frente, em 5 de Fevereiro de 1895, solicita deste a entrega de materiais da E. F. Guararense, livro de ponto e folha de pagamentos do pessoal, etc.  Entende-se com isso que a gestão do primeiro engenheiro não fora satisfatória e a municipalidade decidiu por demiti-lo e contratar outro profissional para a conclusão dos trabalhos. Não obstante estes entreveros, desde o primeiro momento a municipalidade havia efetuado contrato de aquisição do maquinário e material rodante com a norteamericana "Lidgerwood Manufacturing Company Limited". Empresa fundada em 1805, e tempos depois com filial em Campinas.
O que culminou na exoneração do Engº Leon Gilson, não ficou claro, fato é, entretanto, que foi solicitado à Lidgerwood a troca da locomotiva ao mesmo tempo em que foi contratado um novo engenheiro, o Dr Reginaldo. Este, logo que assumiu, comprometeu-se a entregar em dois meses, a já bem adiantada Estrada de Ferro, em seu funcionamento pleno.  Os primeiros testes da locomotiva sobre a malha viária foram realizados no dia 22 de abril, na Estação de Bicas, e os resultados foram tidos como "... tecnicamente satisfatórios...".  Dados estes resultados o Engº Dr. Reginaldo previa para o dia 20 de junho chegar com os trilhos até a sede no município de Guarará, o ponto final da extensão dos trilhos contratados e cuja inauguração estava prevista para o mês subsequente (julho).  Mas desde então já acusavam-se problemas, em detrimento ao relatório aprovado do Engº Dr. Oscar Taylor,  que viriam a se intensificar mais tarde.  

### Outros projetos
As estradas de ferro além de uma inovação, uma modernização, um avanço tecnológico, era uma necessidade em demanda. Muito chefes locais, políticos prestigiosos, tratavam de alavancar sua região e adequá-la ao Brasil em crescimento. Isto se atesta pelo documentado. Como exemplo disso foram as pretensões do magistrado e político masdespanhense Dr. Francisco Vieira Infante, que pretendeu a criação de uma Estrada de Ferro do Chiador ao Aventureiro, conforme autorização do governo mineiro expressa pelo Art. 1. da Lei mineira 3.418 de 29 de agosto 1887, que interligasse os dois municípios ao de Mar de Espanha. Esta Estrada de Ferro seria em bitola estreita [60cm] e ele teria um privilégio de 60 anos para usufruto. Vieira Infanre desembolsou a significativa quantia de cerca de vinte contos de réis. O projeto acabou por não se concluir e, mais à frente, em 11 de outubro de 1896, sua planta foi oferecida [gratuitamente], pelo mesmo Vieira Infante, ao Comendador Noronha, como cooperação ao projeto que este lançara da criação da Estrada de Ferro de Mar de Espanha, que tinha como ponto de partida a Estação do Chiador, ou de outra estação mais conveniente do Ramal do Porto Novo, para seguir até a cidade de Mar de Espanha, seguindo depois para Monte Verde, Maripá, Guarará até entroncar na Leopoldina na Estação de Bicas. 
Outro deste políticos foi o mardespanhense Barão de Louriçal que em 27 de maio de 1891 havia encomendado ao Eng.º Leon Gilson, pelo valor de 5:000$000, o levantamento de área, seguindo de estudos e planos necessários para a construção da Estrada de Ferro Barão do Louriçal. O Eng.º Leon Gilson agregou a seus planos outro Eng.º o Dr. Dedoncker, criando uma situação constrangedora para o barão que não havia encomendado nada ao segundo. Os planos deste ramal era o de estender a malha ferroviária da Estação do Chiador à Fazenda do Louriçal.  Leon Gilson anos depois teria uma participação um tanto estranha na extensão dos trilhos da Estrada de ferro Guararense.
Ainda em Mar de Espanha, outro destes políticos, foi o mesmo Antero Dutra de Moraes que pretendeu, em meados de 1892, com alguns companheiros e chefes políticos, como o Dr Necésio José Tavares e José Rangel, montou uma diretoria para dirigir os trabalhos de construção da Estrada de Ferro Matias Barbosa a Chácara. A intenção era ligar o ponto de partida do trem em Matias Barbosa até o município de Chácara, passando por Sarandy.  
Foi o mesmo Noronha que, político guararense, o comendador Noronha (Francisco Joaquim de Noronha e Silva) que, em 1894, solicitou ao governo estadual a concessão, seguida de privilégios, para a construção de uma Estrada de Ferro que, partindo de Januária e, seguindo a direção leste/oeste, atravessasse o chapadão de Urucaia, chegando até o vão do Paraná, na divisa dos estados de Minas Gerais e Goiás. Esta solicitação submetida entretanto a uma primeira análise em 18 de junho de 1894, foi posteriormente indeferida.  

### A expansão dos trilhos na região
Em solo mineiro, a primeira ferrovia foi a Pedro II (depois Estrada de Ferro Central do Brasil) que, em 1858 inaugurou o trecho de ligação entre a estação Pedro II até Japeri, subiu a Serra das Araras, chegou à Barra do Piraí, entrou em Minas Gerais e, em 1875, atingiu Juiz de Fora. Antes disso, em 13 de outubro de 1867 e 27 de junho de 1869, foram inauguradas, consecutivamente, as estações de Entre Rios e a do Chiador, ambas do ramal Três Rios (RJ) a Porto Novo do Cunha (MG).  Anos depois, em 1877, a mesma Pedro II, inaugurava as estações de Juiz de Fora, Retiro, Cedofeita, Matias Barbosa e a Estação do Espírito Santo (hoje Sobragi em Belmiro Braga). Juiz de Fora tornou-se o ponto de confluência da Estrada de Ferro Pedro II, recém inaugurada e a Estrada de Rodagem União e Indústria, inaugurada anos antes, em 1861. Enquanto a Estrada de Ferro ligava Juiz de Fora  a Estação Pedro II, passando por Três Rios, a União Industria ligava Juiz de Fora a Petrópolis. A construção da "União e Indústria" foi planejada e construída por Mariano Procópio Ferreira Lage (1821-1872), entre 1856 e 1862. 
Uma outra companhia, a Companhia União Mineira, em 1876, organizada por grandes fazendeiros locais, presidida por Pedro Alcântara Cerqueira Leite, o Barão de São João Nepomuceno e orientada pelo Engº Pedro Betim Paes Leme,  obteve a concessão da Província de Minas Gerais para construir um ramal que, partindo da estação de Serraria, na Linha do Centro da então E. F. Dom Pedro II (Central do Brasil), passando pelo interior da Zona da Mata, deveria ligá-la à povoação do Espírito Santo de Mar de Espanha. Formava-se assim, em 1877, a Companhia Companhia União Mineira, originada a partir desta linha.  Um pouco depois, em 1879, pela mesma União Mineira, foram inaugurados os 29 quilômetros ligando as estações Serraria e Sossego. Como consequência os trilhos foram estendidos às estações de Guarani, Bicas, Santa Helena, no ano seguinte, 1880, a estação de São João Nepomuceno, em 1882, a de Rochedo de Minas.  Um dos grandes empreiteiros do Ramal de Serraria, foi o Comendador Antônio Augusto da Rocha Fragoso que também era contratante da Estrada de Ferro União Indústria. 
Eram formadas às vezes iniciativas privadas, consórcios e incentivos diversos que beneficiavam empreiteiros, contratantes e arrematantes de trechos ou ramais, muitos dos grandes incentivadores destes eram grandes fazendeiros que seriam , via de regra, os maiores beneficiários. Estas concessões visavam também a propulsão da zona cafeeira e do progresso da indústria, como era o caso da concessão dada, em 1893, a Manoel Joaquim Pimenta, cuja permissão, sancionada pela Resolução Municipal Nº 156, dava-lhe o direito de construir uma estrada de ferro ligando a Estação de Filgueiras, da Estrada de Ferro Juiz de Fora-Piau, às divisas do Município de Mar de Espanha. Ou Lindolfo de Assis que Pela resolução municipal [de Juiz de Fora] no. 394, em 1894 recebe permissão para a construção de uma linha de bondes entre as estações de Silveira Lobo, da Estrada de Ferro Leopoldina, e o povoado de Santana do Deserto. Dentre as concessões outorgadas pelo governo mineiro estavam os ramais de Chiador a Estrada de Ferro Central do Brasil (em
Anos antes, em 1859, Manoel Teixeira Alves, havia requerido concessão do governo mineiro para a construção de uma Estrada de Ferro em Rio Novo.  e em 1869, Onofre Domingos dos Santos, do Mar de Espanha fora um dos grandes propugnadores das ferrovias na região. 
Dentre as várias concessões requeridas e outorgadas para a construção de linhas ou ramais ferroviários, estavam:
- do Chiador à Estrada de Ferro Central do Brasil, (em 24 de junho de 1869);
- da Estrada de Ferro Pedro II a São João Nepomuceno, (em 15 dez de 1871);
- de Mar de Espanha ao Rio pardo de Leopodina, (em 19 out de 1878);
- de São Pedro do Pequeri a Leopoldina, (em 7 de junho de 1879);
- de Bicas e Santa Helena a Leopoldina, (em 9 de setembro de 1879);
- de São João Nepomuceno a Leopoldina, (em 24 de junho de 1880);
- de Roça Grande a Leopoldina, (em 20 de junho de 1880);
- do Porto Novo do Cunha a Leopoldina, (em 10 de outubro de 1881);
- de Rochedo de Minas a Leopoldina, (em 1 de outubro de 1882);
- do Chiador a Aventureiro, (em 29 de agosto de 1887);
- do Aventureiro a São Pedro do Pequeri, (em 27 de julho de 1889), etc.

## Diretoria provisória
A recém criada e prestes a entrar em funcionamento Estrada de Ferro Guararense, sediada na Villa do Espírito Santo de Guarará, transformou-se em companhia operacional, cujo capital social era de 800.000$000, dividido em 8.000 ações de 100$000, cada uma. Sua diretoria ficou assim constituída: 
Presidente; Barão de Catas Altas, Vice-presidente: Comendador Firmino François Alibert; Tesoureiro: Cap. José Antônio de Oliveira; Secretário: Major Silvestre Henrique Furtado.
Conselho Fiscal: Major Firmino Dias Tostes, Tenente Joaquim José de Souza, Alferes José Álvares de Oliveira Júnior e Francisco Bianco.
Suplentes: João dos Passos, Josino Ribeiro da Silva, Fortunato Pacheco da Silva e Carlos José Cidade.
Além dos problemas técnicos vinham os orçamentários, pois já em sua constituição, anteriormente à operação, a empresa já apresentava um déficit de 655$800.  Em contrapartida e isso, havia uma forte campanha, encetada pelos incorporadores Adolfo Álvares de Oliveira, Francisco Busiale da Fonseca Barroso e Joaquim Fróes Vieira Pisco, conclamando os investidores do distrito de Maripá, que necessariamente se serviriam da Estrada de Ferro, pois era um distrito pertencente à sede Guarará e que seria grandemente favorecido, já que se pretendia-se atingir e servir os produtores agrícolas convergentes à Estrada de Ferro Central, e as zonas de produção de Monte Verde, Rio Pardo e Aventureiro, cuja proximidade era de 3 a 6 léguas com a Estrada de Ferro Central. Somado a isso havia "diversos favores que a lei autoriza as municipalidades, como a garantia de juros e outra" e a grande possibilidade de lucros tendo em conta o escoamento rápido e seguro. 

## Inauguração e duração
| Estrada de Ferro Guararense | Estrada de Ferro Guararense    | Estrada de Ferro Guararense    | Estrada de Ferro Guararense    | Estrada de Ferro Guararense    | Estrada de Ferro Guararense    |
| Horário dos trens - Dias úteis | Horário dos trens - Dias úteis | Horário dos trens - Dias úteis | Horário dos trens - Dias úteis | Horário dos trens - Dias úteis | Horário dos trens - Dias úteis |
| --- | ------------------------------ | ------------------------------ | ------------------------------ | ------------------------------ | ------------------------------ |
| | Guarará                        | Bicas                          |                                | Bicas                          | Guarará                        |
| Trem G-1 | 5,20 Manhã                     | 5,40 Manhã                     | Trem G-2                       | 7,30 Manhã                     | 7,50 Manhã                     |
| Trem P-1 | 11,50 Manhã                    | 12,10 Manhã                    | Trem P-2                       | 2,20 Tarde                     | 2,50 Tarde                     |
| Trem G-3 | 6,00 Tarde                     | 6,20 Tarde                     | Trem G-4                       | 8,20 Noite                     | 8,40 Noite                     |
| Observações |                                |                                |                                |                                |                                |
| O trem P-1 está em correspondência com o SP-2 da Leopoldina, e o P-2 com o SP-1, esperando sempre por este, e o G-1 está em correspondência com o 1º SE-2                           |                                |                                |                                |                                |                                |
| Preços das passagens |                                |                                |                                |                                |                                |
| 1.ª classe | 600 réis                       |                                | 2.ª classe                     | 400 réis                       |                                |
| Trens especiais | ida 20:000                     |                                | Trens especiais                | ida e volta 30:00              |                                |
| Os trens especiais, de ida e volta vigoram pelos preços acima apenas com duas horas de demora, sendo cobrado por hora excedente mais 10:000, isto sem prejuizo dos trens de tabela. |                                |                                |                                |                                |                                |
| Estação de Guarará, 23 de julho de 1896 |                                |                                |                                |                                |                                |

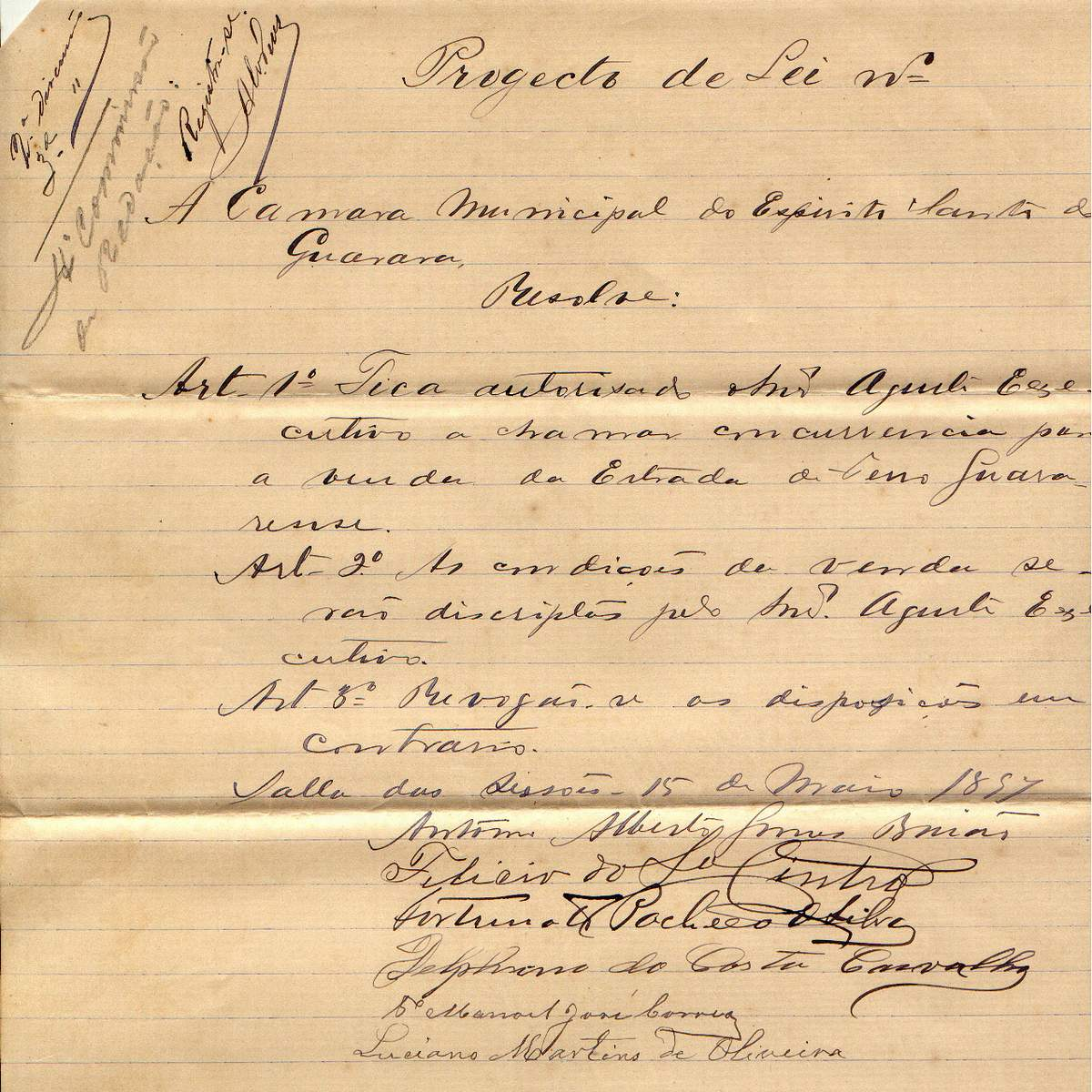
Projeto de Lei de 15 de maio de 1897 para a venda da Estrada de Ferro Guararense.

A inauguração deu-se oficialmente no dia 23 de julho de 1896, e o trem começou a circular pelos trilhos da E. F. Guararense, com três viagens diárias regulares entre as estações de Bicas e a de Guarará, como narra o jornal "O Guarará" de 19 de julho de 1896:

"...No dia 23 do passado foi aberto o tráfego da E.F.Guararense. O público tem se mostrado satisfeitíssimo com esse fato, e os trens tem feito as viagens regularmente e sempre repletos de passageiros.
Aos domingos, encontra o povo, no passeio entre essa Vila e Bicas um passatempo agradável, o que já mostra que os carros... [...] ...Cumpre agora a Câmara completar a sua obra, dotando a estrada de alguns melhoramentos, tais como a compra de outra locomotiva e o assentamento do desvio no girador de Bicas..."

## Problemas técnicos e dissolução
Ocorre que pela falta de habilidade técnica e uma série de inconvenientes, não se sabe por responsabilidade de quem, somadas às dificuldades operacionais, que iam desde a disparidade entre locomotiva e vagões que trafegavam sobre uma bitola de trilhos de 60 cm. (Decauville),  São essas as palavras do jornalista F. S. Teixeira (Francisco de Sequeiros Teixeira), jornalista, editor e diretor do jornal Gazeta de Guarará: :

"...Infelizmente, a falta de prática administrativa e conhecimentos técnicos, motivou irregularidades na compra do material rodante, destacando-se entre elas, de uniformidade do tamanho gigantesco dos wagons, para com a locomotiva, que é excessivamente mignon, caracterizando-se no ridículo ao primeiro golpe de vista do observador; parecendo mais um brinquedo de crianças do que outra coisa. Porém, que brinquedo, brinquedo de se gastarem duzentos contos, aproximadamente..."

Pela escassez de dados se pode inferir que, por estas circunstâncias técnicas de alta relevância e problemas outros, como o déficit gerado e as indenizações reclamadas (como a de quatorze contos que moveu o Cap. Jerônimo Mendes contra o Município) e pagas pelo executivo, manter o funcionamento da ferrovia tornou-se inviável.  Por conta desta série de entreveros, o Sr Agente Executivo abriu concorrência pública para a venda da Estrada de Ferro em seu conjunto, incluindo o terreno onde operava.    em 19 de maio de 1897. Entretanto a venda não se concretiza e, e nos anos seguintes a Estrada de Ferro inoperante e abandonada em seu galpão torna-se uma inconveniência insuportável.
Segundo o mesmo jornalista o plano de concretização da Estrada de Ferro foi mal concebido e desorientado pelo Dr. Antero Dutra de Moraes, a seguir foi culminado, dentro do mesmo equívoco pelo Agente Executivo seguinte, o Cel. José Ribeiro de Oliveira e Silva, mal administrado pelo Agente Executivo seguinte, o Barão de Catas Altas que "...autorizou a garantia de seis por cento ou capital de sessenta contos de réis à empresa [ou] particular [que] construísse a estrada por tração animada." e, finalmente foi posta à leilão pelo Agente Executivo seguinte o Cel. Álvaro Fernandes Dias e que providenciou "...a compra de "bonds" e "wagonets" de carga e contratou com o cidadão Paschoal Lamoglia o serviço público, a contar do 1º de Janeiro de 1899, em diante..." Emenda o jornalista: "...O material rodante da estrada guararense, aí está servindo de espantalho no barracão, imprestável e inútil aos cofres do município."
No ano seguinte, no dia 26 de setembro de 1900, o Agente Executivo Cel. Álvaro Fernandes Dias,  em cumprimento da Lei editada N.º 29 de 23 de setembro de 1900 faz o edital de leilão, a realizar-se ao meio-dia do dia 10 de outubro de 1900, no Paço Municipal, a arrematar-se pelo valor de "2:500$" ou de maior lance o que havia sobrado da Estrada de Ferro Guararense, resumidos a uma locomotiva e seus pertences, um carro de passageiros, um outro de carga, uma prancha com jogos de rodas e dois giradores.

## A Ferro-carril guararense
No fim das contas foi encomendado ao Sr. Paschoal Lamoglia a adaptação de "bonds", por tração animal, à malha ferroviária já existente.  Quanto ao maquinário outro, cuja aquisição careceu de competência técnica, ficou à deriva e acabou como sucata.
O início das operações da Ferro-carril Guararense deu-se em janeiro de 1899. Era uma empresa municipal administrada pelo Sr. Paschoal Lamoglia e gerenciada pelo tenente Pedro Orlando.   Tempos depois, em (1919), ela posta em concorrências pública, seus serviços foram arrematados por Domingos Orlando.  A extensão de seu trajeto era o mesmo compreendido pela Estrada de Ferro Guararense, ligando o município de Guarará ao seu distrito a Vila de Bicas. O ponto inicial era, em Guarará, "na Praça do Divino, no centro," e o ponto de destino era "em Bicas era em frente a um bar, onde hoje está o prédio da Prefeitura".
O Sr Carlos Augusto Machado Veiga, pesquisador e historiador local, assim descreve o "bond" da Ferro-carril: 

"...O bonde constava de três bancos móveis instalados sobre um tablado que servia como assoalho. Fixados ao piso quatro pilares de madeira sustentavam a cobertura. Ao lado estribos de madeira serviam para os passageiros embarcarem. Este bonde era puxado por uma parelha de burros que eram engatados à frente. Quando chegava ao fim da linha, em Bicas, a parelha era retirada e engatada do lado oposto para voltar a Guarará. O bonde permanecia na linha na mesma posição, os bancos viravam e os passageiros viajavam sempre de frente. Os animais, já treinados com o percurso, seguiam na linha e obedeciam ao condutor."

A condução dos "bonds" da Ferro-carril estva a cargo do Sr. Emílio José Vieira, que, além de condutor, era o estafeta do correio local para o distrito de Bicas.  A duração da companhia Ferro-carril Guararense não foi tão efêmera, durou até 1923. No final deste ano ela foi desativada pelo então Agente Executivo José Vieira Camões, seus trilhos foram retirados no ano seguinte (1924)  e seu leito foi transformada em estrada de rodagem para veículos a motor. 